# Тремни ганглион
Тремни или Скарпин ганглион (лат. ganglion vestibulare) је један од два ганглиона придодата тремно-пужном живцу. Смештен је у унутрашњем уху и од његових биполарних ћелија полазе влакна (аксони) који чине тремни живац (односно вестибуларни корен тремно-пужног живца). Ова влакна се простиру до одговарајућих једара у можданом стаблу, тачније до вестибуларних једара у продуженој мождини и мосту.
Назив „Скарпин ганглион“ је добио по имену италијанског анатома Антонија Скарпе (1752—1832).